# Ashton (Dakota del Sud)
Ashton és una població dels Estats Units a l'estat de Dakota del Sud. Segons el cens del 2000 tenia 152 habitants.

## Demografia
Segons el cens del 2000, Ashton tenia 152 habitants, 61 habitatges, i 45 famílies. La densitat de població era de 133,4 habitants per km².
Dels 61 habitatges en un 29,5% hi vivien nens de menys de 18 anys, en un 59% hi vivien parelles casades, en un 11,5% dones solteres, i en un 26,2% no eren unitats familiars. En el 21,3% dels habitatges hi vivien persones soles el 9,8% de les quals corresponia a persones de 65 anys o més que vivien soles. El nombre mitjà de persones vivint en cada habitatge era de 2,49 i el nombre mitjà de persones que vivien en cada família era de 2,91.
Per edats la població es repartia de la següent manera: un 30,3% tenia menys de 18 anys, un 2% entre 18 i 24, un 25,7% entre 25 i 44, un 25% de 45 a 60 i un 17,1% 65 anys o més.
L'edat mediana era de 39 anys. Per cada 100 dones de 18 o més anys hi havia 96,3 homes.
La renda mediana per habitatge era de 25.625 $ i la renda mediana per família de 36.875 $. Els homes tenien una renda mediana de 21.719 $ mentre que les dones 20.179 $. La renda per capita de la població era de 12.283 $. Entorn del 5,4% de les famílies i el 6,3% de la població estaven per davall del llindar de pobresa.

## Poblacions més properes
El següent diagrama mostra les poblacions més properes.